# Batu Tara
Der 748 m hohe Schichtvulkan Batu Tara liegt in Indonesien und bildet die kleine Insel Komba. Sie liegt etwa 60 km vor der Küste der größeren Insel Lembata. Komba ist nur schwer zu erreichen und liegt abseits gängiger Schifffahrtswege. Die Küstenlinie der Insel ist so steil, dass Anlanden praktisch unmöglich ist. Daher ist die Insel auch unbewohnt.
Der Batu Tara fördert vor allem basaltische Lava, was für einen Subduktionszonen-Vulkan eher untypisch ist. Er ist daueraktiv und produziert mehrmals täglich strombolianische Eruptionen. Rotglühende Lavaschlacken werden durch Explosionen mehrere Hundert Meter hochgeschleudert. Diese landen zum Teil auf den Vulkanhang und rollen ins Meer. Aschewolken erreichen gelegentlich eine Höhe von mehreren Kilometern und können eine Gefahr für den Flugverkehr darstellen.